# U.S. Folgore Caratese A.S.D.
Mỹ Folgore Caratese ASD  là một câu lạc bộ bóng đá Ý câu lạc bộ, có trụ sở tại Carate Brianza và hiện đang chơi ở Serie D nhóm A.

## Lịch sử

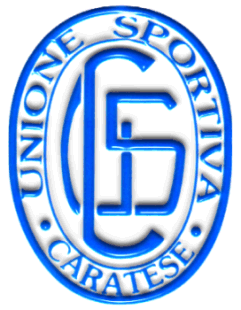
Logo Caratese cũ

Câu lạc bộ được thành lập vào năm 2011  sau khi sáp nhập US Folgore Verano (thành lập năm 1951 và chơi ở Eccellenza) và US Caratese (thành lập năm 1908 và chơi ở Serie D). Cựu cầu thủ đáng chú ý nhất của Caratese là Moreno Torricelli.
Folgore Caratese là một đội vệ tinh của Novara Calcio. Câu lạc bộ phục vụ như là một bên đào tạo cho các tài năng trẻ của Novara.

## Màu sắc và huy hiệu
Màu sắc của đội là màu xanh với viền trắng.

## sân vận động
Đội bóng đang chơi tại Stadio XXV Aprile ở Carate Brianza, có sức chứa 3.000.

## liên kết ngoài
- (tiếng Ý) Trang web chinh thưc Lưu trữ ngày 31 tháng 10 năm 2020 tại Wayback Machine